# Dama de Brassempouy
La dama de Brassempouy, dama de la capucha  o venus de Brassempouy es un fragmento de estatuilla femenina de marfil. Se data en el Paleolítico Superior y es una de las más antiguas representaciones detalladas del rostro humano.

## Descubrimiento

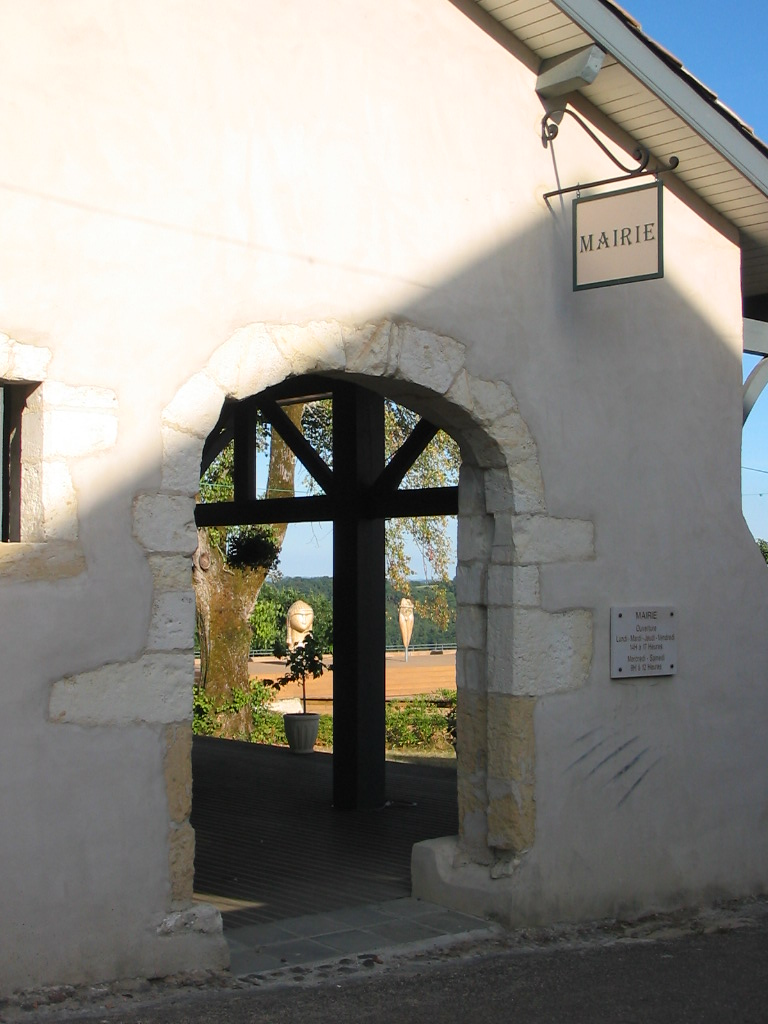
El yacimiento se ubica en la misma localidad de Brassempouy: réplicas gigantes de las figuras paleolíticas ubicadas en el techo del museo/yacimiento (Maison de la Dame), vistas a través de la entrada al ayuntamiento.

Brassempouy es una localidad de las Landas, al sur de Francia, en cuya circunscripción se encuentran dos yacimientos arqueológicos, a tan sólo un centenar de metros de distancia y con una antigüedad considerable: la «Galería de las Hienas» y la «Cueva del Papa».
Esta última, fue descubierta y estudiada en 1881 por P. E. Dubalen quien encontró vestigios del Magdaleniense pleno, más tarde por J. De Laporterie y, finalmente, en 1894, por Édouard Piette. Estas primeras excavaciones no fueron muy cuidadosas con la estratigrafía, sin embargo Piette describió varios niveles debajo de los de Dubalen, que atribuyó al Solutrense Superior y Medio. Y en la base halló un nivel que bautizó como «capa ebúrnea» debido a la abundancia de objetos y fragmentos de marfil que ha sido, recientemente, datada en el Gravetiense.
Piette halló en este nivel numerosos fragmentos de estatuillas entre las que destacó, enseguida, la denominada «figurita de la capucha» una pequeña cabeza sin restos del cuerpo. Por otra parte intentó relacionar sus hallazgos con las representaciones faunísticas del arte mueble de la región de los Pirineos franceses (donde había excavado varias cuevas), esbozando una cronología especulativa que fue desmontada por el abate Henri Breuil en 1906.

## Descripción
La dama de Brassempouy, tallada en marfil de mamut, mide 3,65 centímetros de altura, 2,2 centímetros de ancho y 1,9 centímetros de grosor. A pesar de ser una de las venus con los rasgos más detallados, las proporciones anatómicas del cráneo no son realistas: el rostro tiene forma de triángulo invertido muy equilibrado. La nariz y las cejas están perfectamente representadas, pero no tiene boca. En la cabeza, el cabello está representado de un modo poco convencional, por medio de trazos en redecilla, por lo que algunos piensan que se trata de una capucha, de un tipo concreto de peinado o, simplemente, la representación esquemática de la cabellera. En el lado derecho de la cara tiene una pequeña grieta.

## Datación
El descubrimiento tuvo lugar a finales del siglo XIX, mucho antes de que se perfeccionasen las técnicas arqueológicas modernas, aunque el contexto de la figurilla ha sido revisado con todos los medios posibles. Gracias a eso no hay duda alguna de que la dama de Brassempouy es Gravetiense, una de las culturas más antiguas del Paleolítico Superior (entre 29 000 y 22 000 a. C.). Además, su asociación a un conocido fósil director, como es el buril de Noailles, aporta una precisión mayor (entre 26 000 y 24 000 años de antigüedad).
Es, por tanto, contemporánea de otras tantas venus prehistóricas como las de Laussel, Lespugue, Willendorf o Dolní Věstonice, entre otras), aunque ésta es diferente en cuanto al detalle con el que se representa el rostro (ausente o desdibujado en las demás).

## Conservación
La dama de Brassempouy se conserva en el museo de Saint-Germain-en-Laye (París), pero, como el marfil está en mal estado y es muy sensible a los cambios de temperatura y humedad, no forma parte de la exposición permanente, sino que sólo se expone con motivo de ciertas exposiciones temporales.

### Coloquio del Centenario
En julio de 1994 se convocó un coloquio en Brassempouy sobre las representaciones humanas del Paleolítico Superior europeo, con el pretexto de celebrar el centenario del descubrimiento de la cabecita por Édouard Piette. El coloquio se celebró el 22 y el 23 de julio y reunió a la mayoría de los especialistas mundiales en Arte paleolítico eurasiático; por ejemplo, fue inaugurada por Yves Coppens y sus actas editadas por Henri Delporte.